# Shinagawa

Ligging van Shinagawa.

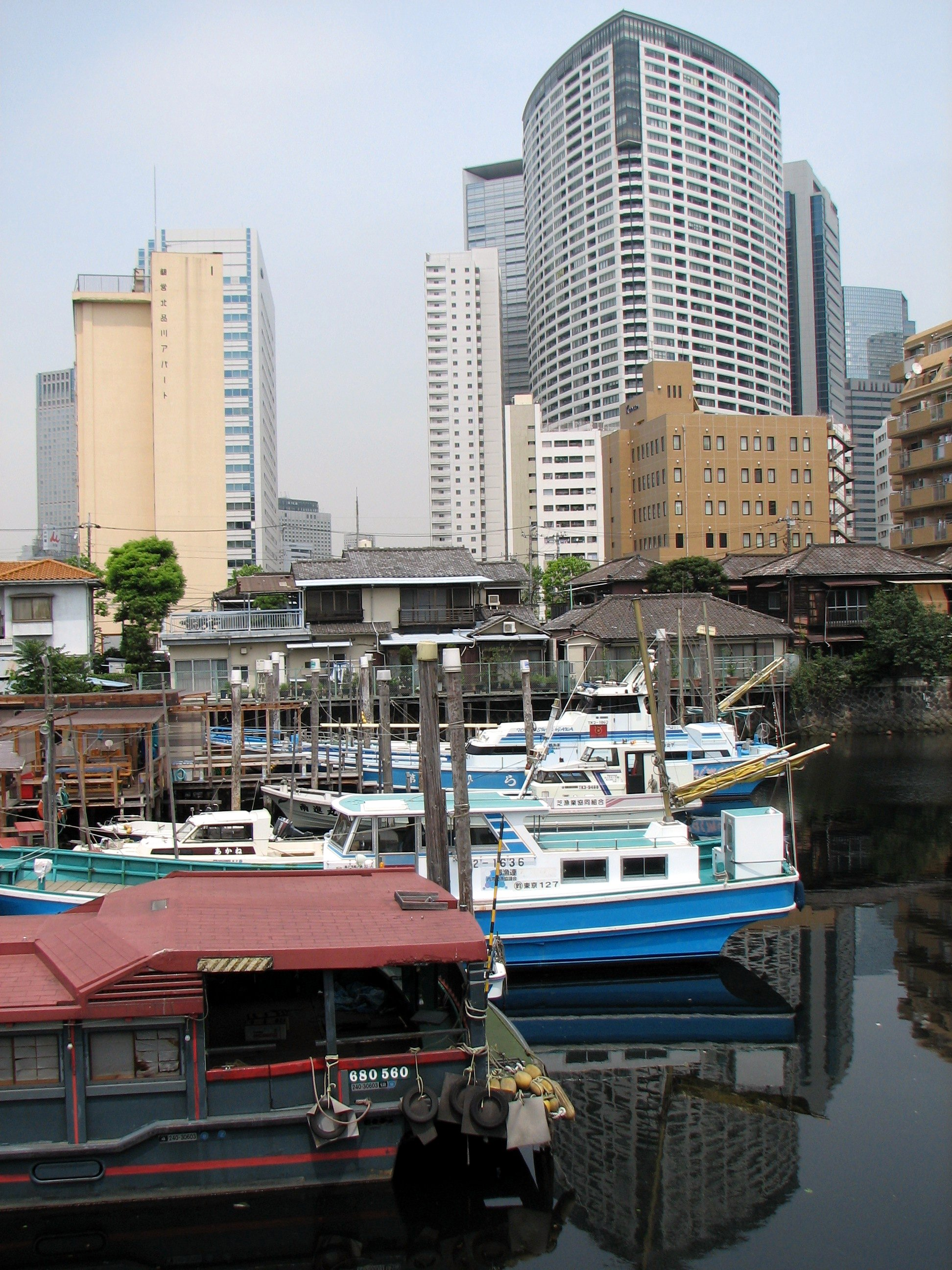
Woonboten in Shinagawa met hoogbouw in de achtergrond

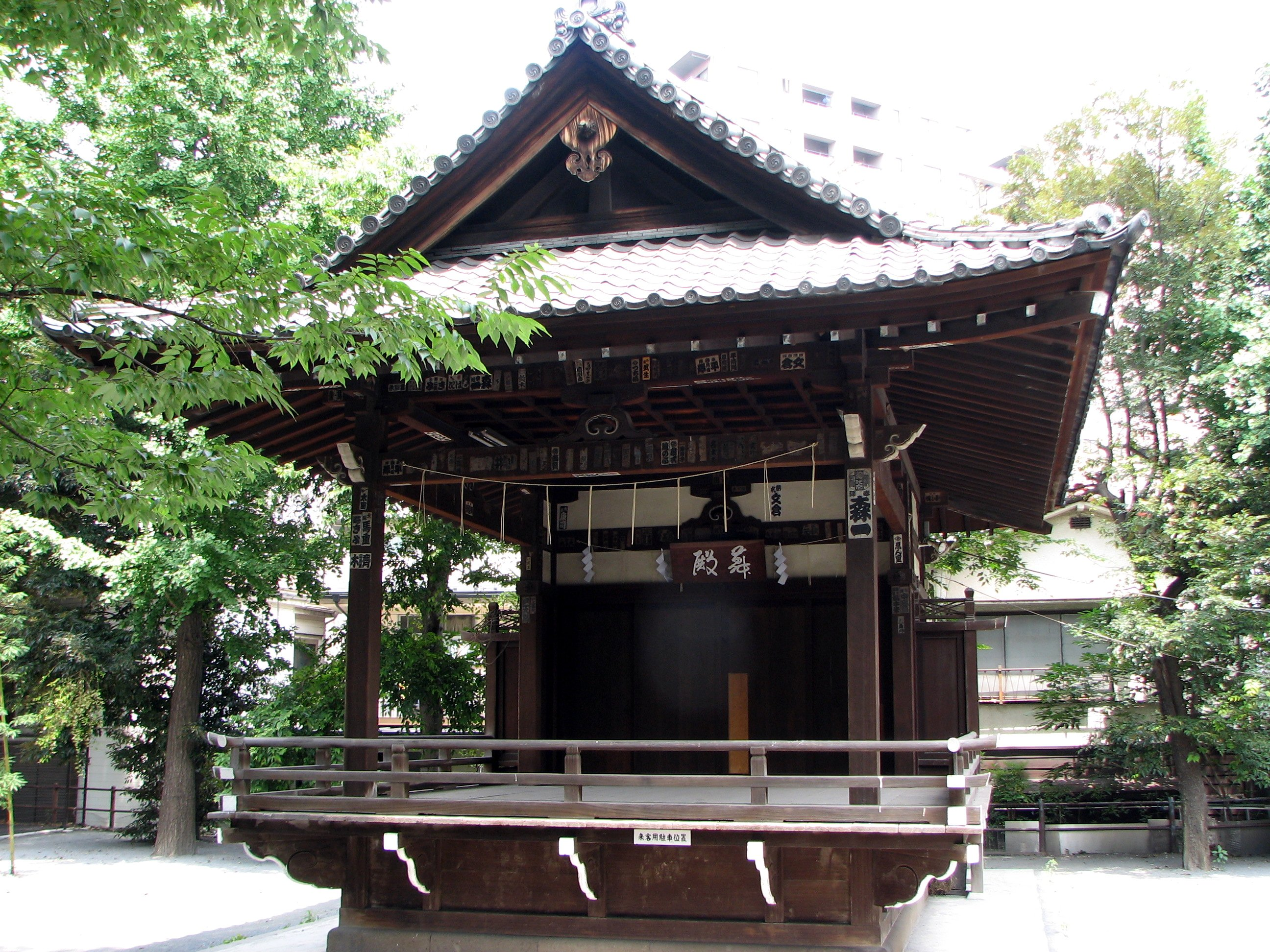
Ebara-jinja

Shinagawa (Japans: 品川区, Shinagawa-ku) is een van de 23 speciale wijken van Tokio. Shinagawa heeft het statuut van stad en noemt zich in het Engels ook  Shinagawa City. Op 1 mei 2009 had de stad 361.752 inwoners. De bevolkingsdichtheid bedroeg 15920 inw./km². De oppervlakte van de stad is 22,72 km².
Op het grondgebied van Shinagawa bevinden zich negen ambassades.

## Geografie
Shinagawa ligt aan de Baai van Tokio. De haven van Tokio, een van de grootste havens in de Stille Oceaan, bevindt zich in Shinagawa. Door Shinagawa lopen de rivieren Megurogawa en Tachiaigawa.
Shinagawa grenst aan Kōtō in het oosten, Minato in het noorden, Meguro in het westen en Ōta in het zuiden.
Shinagawa bestaat uit vijf stadsdelen:
- De wijk Shinagawa (品川地区, Shinagawa-chiku), hiertoe behoort ook de vroegere halteplaats Shinagawa-juku (品川宿) van de oude weg Tōkaidō
- De wijk Ōsaki (大崎地区, Ōsaki-chiku), een voormalige gemeente, strekt zich uit van het Station Ōsaki tot de stations Gotanda en Meguro
- De wijk Ebara (荏原地区, Ebara-chiku), een voormalige gemeente
- De wijk Ōi (大井地区, Ōi-chiku), een voormalige gemeente
- De wijk Yashio (八潮地区, Yashio-chiku), ontstaan door landwinning

## Geschiedenis
Het grootste deel van Tokio ten oosten van het keizerlijke paleis bestaat uit op zee gewonnen land. Een groot deel van de droogmaking gebeurde tijdens de Edoperiode. Shinagawa werd opgericht op 15 maart 1947 na de fusie van de voormalige wijk Ebara met de voormalige wijk Shinagawa. Zowel Ebara en Shinagawa ontstonden in 1932 door de expansie van de stad Tokio na de Kanto-aardbeving in 1923.
In de Edoperiode was Shinagawa de eerste halteplaats was op Tōkaidō van Edo naar Kyoto. De executieplaats Suzugamori (鈴ヶ森刑場, Suzugamori keijō), die onder het Tokugawa-shogunaat werd gebruikt om criminelen te executeren, bevond zich eveneens in Shinagawa. Sinds 2003 doet de Tōkaidō Shinkansen het Station Shinagawa aan.

## Politiek
Shinagawa heeft een gemeenteraad die bestaat uit 40 verkozen leden. Sinds 2007 is Takeshi Hamano de partijloze burgemeester. De meerderheid in de gemeenteraad wordt gevormd door een coalitie van de Liberaal-Democratische Partij met Nieuw-Komeito

## Economie

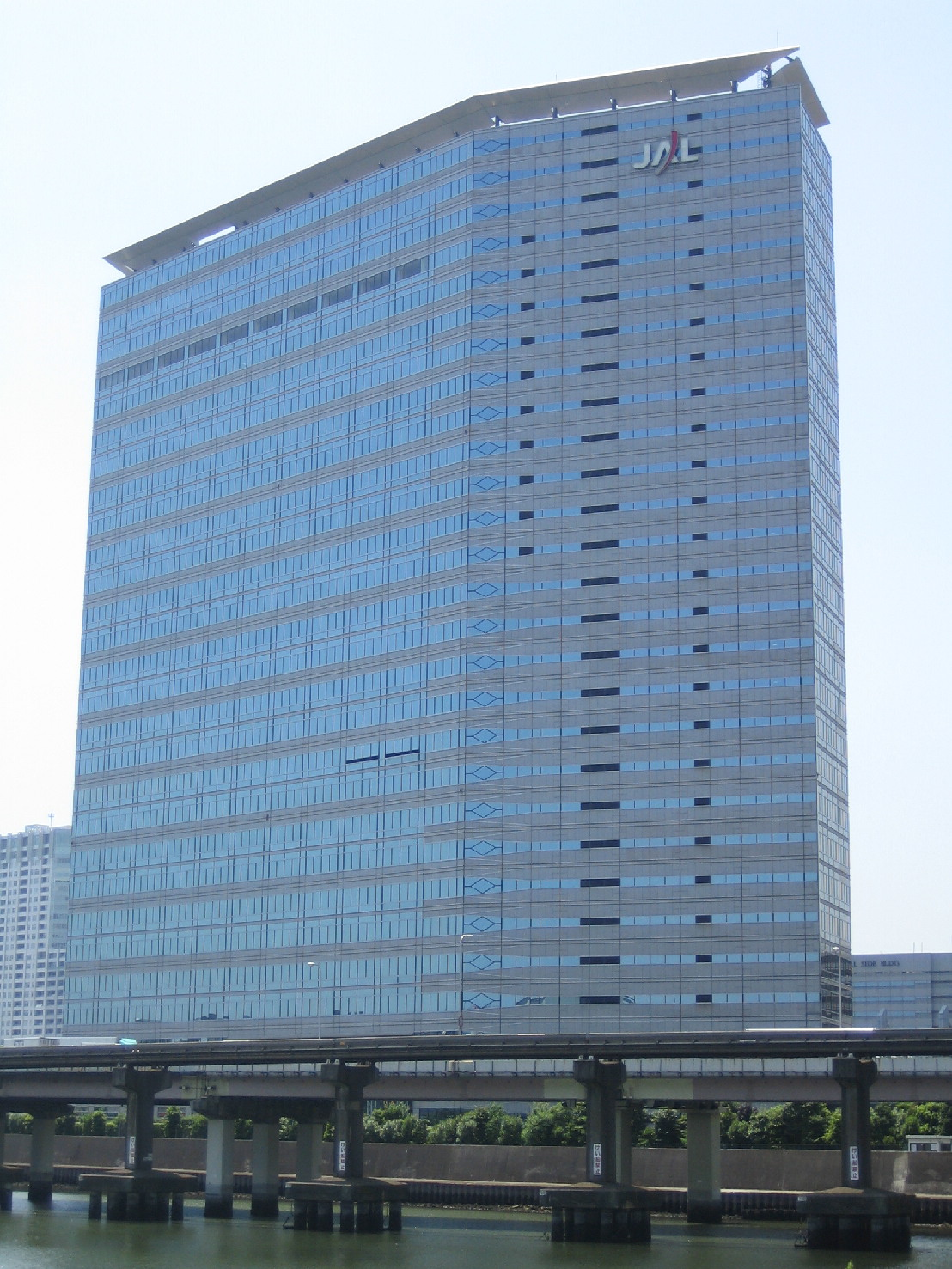
Het hoofdkwartier van Japan Airlines in Shinagawa

Verschillende grote bedrijven hebben hun hoofdkwartier in Shinagawa:
Isuzu Japan Airlines (JAL), en JAL dochterondernemingen JAL Express en JALways.
 Voor haar ontbinding had de dochteronderneming van JAL, Japan Asia Airways, eveneens haar hoofdkwartier in het Japan Airlines-gebouw.
Namco Bandai Holdings heeft haar hoofdkwartier in het Taiyo Seimei Shinagawa-gebouw. Sony heeft afdelingen in het Gotenyama Technology Center en in het Osaki East Technology Center in Shinagawa. Sony had tot begin 2007 zijn hoofdkwartier in Shinagawa. Sony verhuisde eind 2006/begin 2007 naar Minato en sloot het Osaki West Technology Center in Shinagawa in maart 2007.
Adobe Systems heeft haar Japans hoofdkwartier op de 19e verdieping van het Gate City Ohsaki-gebouw in Shinagawa. Siemens AG heeft haar Japans hoofdkwartier in de Takanawapark-toren.

## Onderwijs
In Shinagawa bevinden zich de Hoshi-universiteit, de Risshō-universiteit, de Seisen-universiteit, de Shōwa-universiteit en de Sugino-universiteit (voor meisjes) .

## Verkeer

### Weg

#### Autosnelweg
- Shuto-autosnelweg
  -  Shuto-autosnelweg 1 (Haneda-lijn)
  -  Shuto-autosnelweg 2 (Meguro-lijn)
  -  Shuto-autosnelweg (Wangan-lijn)

#### Autoweg
- Autoweg 1, naar Chūō of Ōsaka
- Autoweg 15 , naar Chūō of Yokohama
- Autoweg 357, naar Chūō of Yokosuka

#### Prefecturale weg
Shinagawa ligt aan de prefecturale wegen 2 ,312, 317 ,318,418, 420, 421 en 480.

### Trein
- JR East
  - Yamanote-lijn (ringlijn), van Ōsaki, Gotanda of Meguro
  - Keihin-Tōhoku-lijn, van Ōimachi naar Ōmiya of Yokohama
  - Saikyō-lijn, van Ōsaki naar Ōmiya
  - Yokosuka-lijn, van Nishi-Ōi naar Tokio of Yokosuka
  - Shōnan-Shinjuku-lijn, van Ōsaki of Nishi-Ōi naar Ōmiya of Kamakura
- Tōkyū
  - Meguro-lijn, van Meguro, Fudomae, Musashi-Koyama of Nishi-Koyama naar Musashi-Kosugi
  - Ōimachi-lijn, van Ōimachi, Shimo-Shinmei, Togoshi-kōen, Nakanobu, Ebaramachi of Hatanodai, naar Setagaya
  - Ikegami-lijn, van Gotanda, Ōsaki-Hirokōji, Togoshi-Ginza, Ebara-Nakanobu of Hatanodai naar Ōta
- Tokyo Waterfront Area Rapid Transit
  - Rinkai-lijn, van de stations Tennōzu Isle, Shinagawa Seaside, Ōimachi of Ōsaki naar Kōtō
- Tokyo Monorail
  - Haneda-lijn, van Tennōzu Isle of Ōikeibajō-mae naar Minato of Ōta
- Keikyū
  - Keikyū-hoofdlijn, van Kita-Shinagawa, Shin-Bamba, Aomono-Yokochō, Samezu, Tachiaigawa of Ōmori-Kaigan naar Minato of Yokosuka

### Metro
- Tokyo Metro
  - Namboku-lijn, van Meguro naar Kita
- Toei Metro
  - Mito-lijn, van Meguro naar Itabashi
  - Asakusa-lijn, van Nakanobu, Togoshi of Gotandanaar Ōta of Sumida
  - Narita Express

Het Station Shinagawa bevindt zich in het aangrenzende Minato.

### Bus
- Toei Bus
- Keihin Kyuko Bus
- Tokyu Bus

### Watertaxi
- Tōkyō-to Kankō Kisen (東京都観光汽船)

## Bezienswaardigheden
- Ebara-jinja, een shintoschrijn
- Het graf van Ito Hirobumi
- De executieplaats Suzugamori (鈴ヶ森刑場, Suzugamori keijō)

## Geboren in Shinagawa
- Akira Kurosawa, regisseur
- Hiroyuki Sanada (真田 広之, Sanada Hiroyuki; 12 oktober 1960), een acteur bekend uit Ringu, The Last Samurai en Rush Hour 3.
- Shinobu Ōtake (大竹 しのぶ, Ōtake Shinobu; 17 juli 1957), een actrice bekend uit de film Go

## Partnersteden
Shinagawa heeft een stedenband met :
- Harbin, Mantsjoerije Volksrepubliek China (sinds 1981)
- Portland (Maine), Verenigde Staten (sinds 9 september 1984)
- Yamakita, Kanagawa, Japan (sinds 1988)
- Hayakawa, Yamanashi, Japan (sinds 1990)
- Genève, Zwitserland (sinds 1991)
- Auckland, Nieuw-Zeeland (sinds 1993)